# Karl Hedlund
Karl Viktor Hedlund, född 28 oktober 1887 i Amsbergs församling, Kopparbergs län, död 16 januari 1962 i Ovansjö församling, Gävleborgs län, var en svensk folkhögskolerektor och författare.

## Biografi
Föräldrar var stationsmästaren Gustaf Hedlund och Mathilda Wiberg. Han avlade 1910 en filosofie kandidatexamen vid Uppsala universitet. 
Hedlund kom att vara verksam inom folkhögskolan hela livet. Lärarbanan inleddes 1910 vid Tärna och Grimslövs folkhögskolor. År 1914 blev han rektor vid Malungs folkhögskola och var slutligen 1918-1953 rektor vid Västerbergs folkhögskola nära Storvik. Han var aktiv i Svenska folkhögskolans lärarförenings styrelse som sekreterare 1927-1937 och som ordförande 1937-1944. Därefter var han 1944-1952 folkhögskoleinspektör och medverkade i en utredning 1946 rörande folkhögskolorna.
Hedlund var ledamot av flera kulturhistoriska föreningars styrelser: Gästriklands kulturhistoriska förening 1923-1953, Samfundet för hembygdsvård 1932-1939, Gävle museum 1940-1954 och Gästrike-Hälsinge hembygdsförbund från 1953. Han utgav två diktsamlingar med motiv från Dalarna och därutöver skrifter i varierande ämnen.     

### Skönlitteratur
- Hemkomst : dikter. Stockholm: Bonnier. 1916. Libris 1653175
- Psalmodikon : dikter. Lund: Gleerup. 1925. Libris 1474921

### Varia
- Från 1700-talets Malung : några bidrag till Malungs historia, sammanställda efter samtidiga källor. Falun. 1916. Libris 2694634
- Johan Olof Wallins Gästriklands-härstamning. [S.l.]. 1922. Libris 2694641
- Vår tid i Karlfeldts diktning. [S.l.]. 1922. Libris 2694642
- Det äldsta Hedesunda. Gefle. 1923. Libris 2694643
- Kungsgården i Ovansjö under 1500-talet och 1600-talet. Gefle. 1926. Libris 2694636
- Arvid Mörne : en finlandssvensk diktare. Stockholm. 1927. Libris 2694637
- Dalarne i Selma Lagerlöfs diktning : en återblick på 70-årsdagen  : för Falu-kuriren. Falun: F[alu]-k[uriren]. 1928. Libris 2694633
- Dalarnes ungdomsmöten 1903-1909 : deras tid och deras betydelse  : en återblick. Falun: Boberg. 1929. Libris 1331464
- Till Fridolins karakteristik. Uppsala. 1931. Libris 2694639 - Särtryck ur: Västmanlands-Dala nations skriftserie. 3. 1931.
- Gästrikland och järnet : från forntidens myrjärn till nutidens kvalitetsstål. Stockholm. 1932. Libris 2694635 - Särtryck ur: Svenska turistföreningens årsskrift 1932.
- Ovansjö hembygdsförening 1922-1932 : redogörelse för föreningens verksamhet. Gävle: Lantmännen. 1932. Libris 1355596
- Litteraturen om Dalarne : den historiska och topografiska litteraturen : några anteckningar. 1. [Falun]: [Blids bokhandel]. 1936. Libris 1371331
- Släkten Petre i Gestrikland. Gävle: Gefle dagbl. 1947. Libris 1399902
- Gästriklands folkhögskola femtio år : föredrag vid folkhögskolan i Västerberg, Storvik, den 8 januari 1960. [Storvik]: [Gästriklands folkhögsk.]. 1960. Libris 643504
- I Leksand : sett och sagt under 500 år  : Leksands sparbanks 90-årsbok. Leksand: Leksands sparbank. 1960. Libris 8225513
- Litteraturen om Gästrikland : några anteckningar. Gävle. 1961. Libris 12747930

### Redaktör
- Från Västerdalsbygder : Malungs folkhögskolas elevförbunds årsböcker 1915, 1916, 1917 och 1918 ([Faks.-utg.]). Malung: Malungs folkhögsk. 1993[1915-1918]. Libris 1715582
- Från Gästrikebygder : Västerbergs elevförbunds årsbok. Storvik: Elevförbundets förlag. 1920-1934. Libris 2319375
- Meddelanden av Gestriklands kulturhistoriska förening. Gävle: Gestriklands kulturhistoriska förening. 1924-1929. Libris 1198414
- Från Gästrikland 1930-1933. Gävle: Gästriklands kulturhistoriska förening. 1931-1933. Libris 9859071
- Dalarnas diktare : läsebok. Uppsala: Lindblad. 1931. Libris 1355595
- Svensk folkhögskola under 75 år / under medverkan av Enoch Ingers... ; utgiven av Karl Hedlund. Stockholm: Hökerberg. 1943. Libris 1455757